# Columbia (symbolische naam)

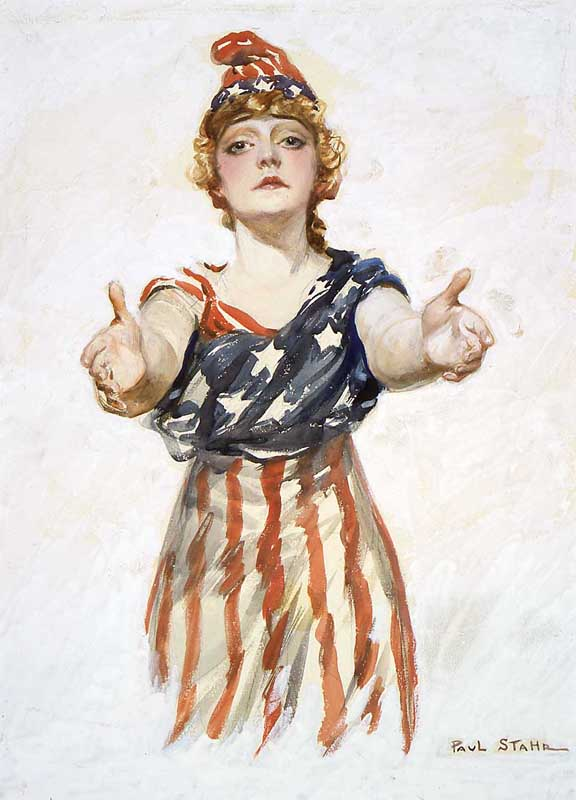
Columbia, als de vrouwelijke personificatie van de Verenigde Staten

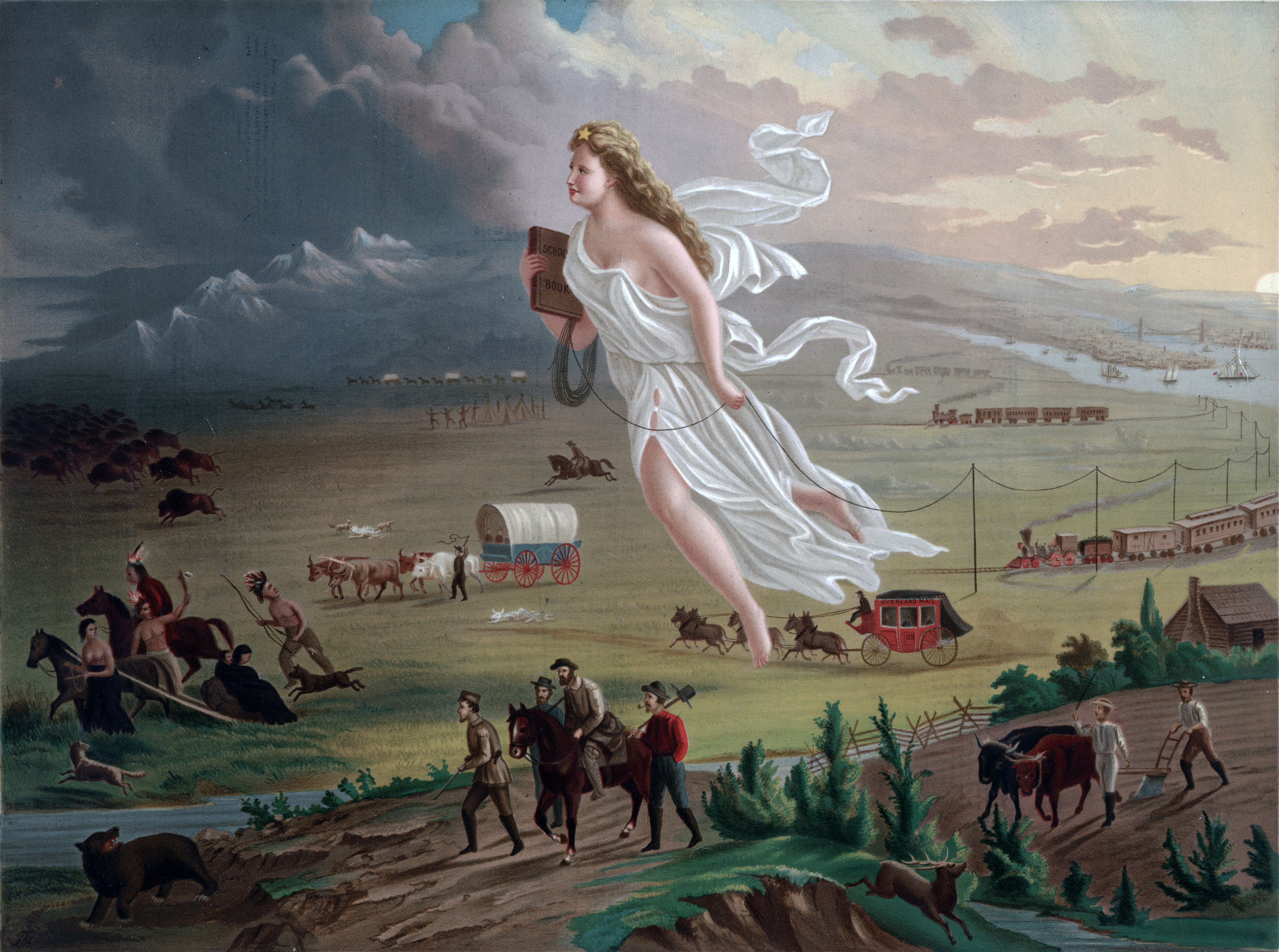
Columbia leidt en beschermt de Amerikaanse kolonisten westwaarts. Columbia draagt een Romeinse toga (verwijzend naar klassiek republicanisme).

Columbia is een begrip dat veelvuldig in het Engels voorkomt. De naam is afgeleid van Christoffel Columbus, de "ontdekker" van het Amerikaanse continent. 
Columbia was een poëtische naam voor de Verenigde Staten, of in sommige gevallen voor het Noord-Amerikaanse continent. De naam werd voor het eerst gebruikt in de 18e eeuw, maar is in de 20e eeuw in onbruik geraakt. 

## Geschiedenis
De naam Columbia voor Amerika werd voor het eerst gebruikt in 1738 in het Engelse weekblad The Gentleman's Magazine. In die tijd was het in Engeland illegaal om verslagen van de debatten in het Britse Parlement te publiceren. Het weekblad omzeilde dit verbod door de verslagen te publiceren als de verslagen van de fictieve Senaat van Lilliput, het land beschreven in het boek Gullivers reizen van Jonathan Swift. Synoniemen werden gebruikt voor de namen van personen en landen die een rol speelden in de echte debatten in het Britse Parlement. In deze verslagen werd de naam "Columbia" gebruikt voor de (toen nog) kolonies in Noord-Amerika. Omdat deze verslagen ook gretig in de kolonies gelezen werden, werd de naam Columbia daar algemeen bekend. 
Omdat het aan het eind van de 18e eeuw gebruikelijk was om een Latijnse landsnaam te gebruiken in opschriften op publieke gebouwen en in officiële documenten, was er in de zojuist opgerichte Verenigde Staten een behoefte aan een Latijnsklinkende, poëtische naam voor het land. Omdat geen historische Latijnse naam voorhanden was voor Amerika, werd voor dit doel de naam Columbia gebruikt, bekend uit de verslagen van The Gentleman's Magazine.
Aan het einde van de achttiende eeuw en in het begin van de negentiende eeuw werd Columbia veel gebruikt in Noord-Amerika voor het geven van officiële namen. Voorbeelden zijn het District of Columbia, Columbia University, de rivier de Columbia, British Columbia en vele andere geografische namen.

## Nationale personificatie
Columbia was ook de vrouwelijke nationale personificatie van de Verenigde Staten, vergelijkbaar met de mannelijke Uncle Sam, de Britse Lady Britannia en de Franse Marianne. Zij is het onderwerp van verscheidene standbeelden en in het begin van de 20e eeuw van karikaturen in de kranten.
Zij wordt nu nog steeds gebruikt als het logo voor Columbia Pictures.